# 30788 Angekauffmann
30788 Angekauffmann è un asteroide della fascia principale. Scoperto nel 1988, presenta un'orbita caratterizzata da un semiasse maggiore pari a 2,6287368 UA e da un'eccentricità di 0,1999489, inclinata di 26,79232° rispetto all'eclittica.